# Список прапорів Танзанії
Нижче наведено список прапорів, які використовуються в Танзанії.

## Національний прапор
| Прапор | Дата         | використання    | опис |
| ------ | ------------ | --------------- | --- |
|        | 1964–дотепер | Прапор Танзанії | Чорна діагональна смуга з жовтими краями, розділена по діагоналі від нижнього кута з боку древка: верхній трикутник зелений, а нижній трикутник світло-блакитний. |

## Президентський прапор
| Прапор | Дата         | використання                   | опис                                                                                |
| ------ | ------------ | ------------------------------ | ----------------------------------------------------------------------------------- |
|        | 1964–дотепер | Президентський прапор Танзанії | Зелене поле з синьою облямівкою з накладеним у центрі державним гербом (без людей). |

## Регіональні прапори
| Прапор | Дата         | використання     | опис |
| ------ | ------------ | ---------------- | --- |
|        | 2005–дотепер | Прапор Занзібару | Горизонтальний триколор синього, чорного та зеленого кольорів із національним прапором Танзанії в кантоні. |
|        | 1964-2005    | Прапор Занзібару | Занзібар використовує національний прапор.                                                                 |

## Політичні прапори
| Прапор | Дата      | використання                                        | опис                                                             |
| ------ | --------- | --------------------------------------------------- | ---------------------------------------------------------------- |
|        | 1954-1977 | Прапор Африканського національного союзу Танганьїки | Горизонтальний триколор із зеленого (верх), чорного та зеленого. |

## Історичні прапори

### Султанат Кілва
| Прапор | Дата     | використання           | опис                                                                                       |
| ------ | -------- | ---------------------- | ------------------------------------------------------------------------------------------ |
|        | 957–1513 | Прапор султанату Кілва | Двоколірне полотнище жовто-червоного кольору з ластівчиним хвостом і 2 білими півмісяцями. |

### Португальське правління
| Прапор | Дата      | використання                                          | опис                         |
| ------ | --------- | ----------------------------------------------------- | ---------------------------- |
|        | 1505-1521 | Прапор Португальського королівства                    | Біле поле з гербом у центрі. |
|        | 1521-1578 | Прапор Португальського королівства                    | Біле поле з гербом у центрі. |
|        | 1578-1640 | Прапор Португальського королівства                    | Біле поле з гербом у центрі. |
|        | 1616-1640 | Прапор Португальського королівства (імовірний прапор) | Біле поле з гербом у центрі. |
|        | 1640-1667 | Прапор Португальського королівства                    | Біле поле з гербом у центрі. |
|        | 1667-1698 | Прапор Португальського королівства                    | Біле поле з гербом у центрі. |

### Оманське правління[7]
| Прапор | Дата      | використання             | опис                                                                                  |
| ------ | --------- | ------------------------ | ------------------------------------------------------------------------------------- |
|        | 1698–1856 | Прапор Оманської імамату | Біле поле з червоним арабським шрифтом угорі та червоним мечем, спрямованим праворуч. |

### Султанат Занзібар
| Прапор | Дата           | використання                                           | опис |
| ------ | -------------- | ------------------------------------------------------ | --- |
|        | 1856-1861 роки | Прапор султанату Занзібар                              | 13 горизонтальних смуг. 4 червоних, 4 зелених, 2 білих і 3 жовтих з 8 зеленими півмісяцями. 3 у верхній і нижній жовтих смугах і 2 у центральній жовтій смузі. |
|        | 1896–1963      | Прапор султанату Занзібар (протекторат Великобританії) | просте червоне поле. |
|        | 1963–1964      | Прапор султанату Занзібар                              | Червоне поле із зеленим диском у центрі з двома жовтими гвоздиками в центрі.                                                                                   |

### Німецьке правління[10]
| Прапор | Дата           | використання                                   | опис |
| ------ | -------------- | ---------------------------------------------- | --- |
|        | 1884-1891      | Прапори Німецької Східно-Африканської компанії | |
|        | 1891–1918      | Прапор Німецької імперії                       | Триколор складається з трьох однакових горизонтальних смуг чорного (верхня), білого та червоного (нижня) кольорів.   |
|        | 1891–1918      | Колоніальний прапор Німецької імперії          | Горизонтальні чорно-біло-червоні поля з німецьким рейхсадлером у білому колі посередині.                             |
|        | 1904-1919 роки | Прапор Східноафриканської залізничної компанії | |
|        | 1914           | Запропонований прапор Німецької Східної Африки | |
|        | 1918-1919      | Прапор Веймарської республіки                  | Триколор складається з трьох однакових горизонтальних смуг чорного (верхня), червоного та золотого (нижня) кольорів. |

### Британське правління[11]
| Прапор | Дата      | використання                | опис |
| ------ | --------- | --------------------------- | --- |
|        | 1890-1963 | Прапор Великобританії       | Накладення прапорів Англії та Шотландії на сальтир Святого Патріка (що представляє Ірландію).                                                                     |
|        | 1919–1961 | Прапор території Танганьїка | Британський червоний прапор із емблемою мандата Британської Ліги Націй (британська підопічна територія ООН після 1946 року) у центрі зовнішньої половини прапора. |

### Республіка Танганьїка
| Прапор | Дата      | використання      | опис                                                                 |
| ------ | --------- | ----------------- | -------------------------------------------------------------------- |
|        | 1961–1964 | Прапор Танганьїки | Зелене поле з чорною горизонтальною смугою з золотим краєм у центрі. |

### Народна Республіка Занзібар
| Прапор | Дата                | використання                        | опис                                                              |
| ------ | ------------------- | ----------------------------------- | ----------------------------------------------------------------- |
|        | Січень 1964         | Прапор Народної Республіки Занзібар | Горизонтальний триколор чорного, жовтого та синього кольорів.     |
|        | Січень–квітень 1964 | Прапор Народної Республіки Занзібар | Горизонтальний триколор із синього, чорного та зеленого кольорів. |